# Fjallabaksleið syðri
Die Fjallabaksleið syðri ist eine Hochlandstraße im Süden von Island.
Der Ljótarstaðavegur  zweigt nach Westen vom Skaftártunguvegur . Bei dem Hof Snæbýli in der Gemeinde Skaftárhreppur  beginnt dann die F-Straße mit 108 km Länge. Der Name bedeutet Südlicher Weg hinter den Bergen im Isländischen. Es gibt auch eine Fjallabaksleið nyrðri , zu der es eine Verbindung durch den Álftavatnskrókur  gibt. Das Gebirge ist der Mýrdalsjökull. Entlang des Weges stehen in Hvanngil und am Álftavatn Hütten. Die Fjallabaksleið syðri endet am Rangárvallavegur  in der Gemeinde Rangárþing ytra, der zwischen Hvolsvöllur und Hella an der Ringstraße beginnt und endet.
Wie alle Fjallvegir gibt es für diese Straßen eine Wintersperre. Die  wurde in den letzten Jahren zwischen dem 30. Juni und 23. Juli wieder geöffnet.